# Ferrari Cart
La Ferrari Cart è un prototipo, conosciuto anche come Ferrari 637 o Ferrari Formula Cart, che venne progettato e costruito nel 1986 dalla casa automobilistica Ferrari secondo i regolamenti della serie nordamericana CART.

## Storia
Questo modello era stato concepito per essere utilizzato nelle competizioni della Championship Auto Racing Teams (CART), infatti il suo nome è dovuto all'omonimo campionato nordamericano al quale avrebbe dovuto prendere parte.
Tra le ragioni che spinsero la casa a realizzare questa vettura vi erano anche i dissidi tra Enzo Ferrari e la Federazione Internazionale dell'Automobile (FIA) nati dalla decisione dell'allora Federazione Internazionale Sport Automobilistico (FISA) di sospendere il regolamento per la stagione 1985 di Formula 1, che prevedeva la riduzione di cilindrata a 1200 cm³ e per la quale la Ferrari aveva sviluppato un nuovo motore 4 cilindri.
La nuova Cart venne equipaggiata con un propulsore che, sostanzialmente, era l'8 cilindri già utilizzato nel mondiale endurance dalla Lancia LC2 (sia Ferrari sia Lancia erano parte del Gruppo Fiat); il telaio venne progettato da Gustav Brunner parallelamente allo sviluppo della monoposto Ferrari F1-87.
La Cart venne testata da Michele Alboreto nel 1986, nella pista di prova di Fiorano, tuttavia la Ferrari non la schierò mai in gara sicché la vettura rimase solo un esercizio di tecnica. 
È in seguito entrata a far parte della Galleria Ferrari, il museo ufficiale della casa del Cavallino, a pochi metri dal motore 4 cilindri da F1 che fu indirettamente causa della sua nascita.

## Scheda tecnica Ferrari Cart
Motore
- Ferrari 034
- 8 cilindri a V di 90°
- alesaggio 86 mm
- corsa 57 mm
- cilindrata 2648,81 cc
- rapporto di compressione 11,5:1
- 32 valvole
- sovralimentato con un turbocompressore Garrett
- potenza massima 690 CV a 12000 giri/minuto
- candele Champion, diametro 10 mm
- iniezione elettronica digitale Weber-Marelli
- accensione elettronica Magneti Marelli

Telaio
- Ferrari 637
- parte inferiore stampata in alluminio avional e parte superiore in composito di carbonio e kevlar con inserti di alluminio, unite con fissaggio meccanico e incollaggio

Dimensioni
- passo 2812 mm
- carreggiata anteriore 1708 mm
- carreggiata posteriore 1610 mm
- lunghezza 4420 mm
- larghezza 1990 mm